# Srednja Bela
Srednja Bela je naselje v Občini Preddvor. Nahaja se med Spodnjo in Zgornjo Belo, ob cesti Kokrica - Bobovek - Preddvor, pod Svetim Lovrencem (892m) in Storžičem (2132 m). Iz Kranja je oddaljena sedem kilometrov, od občinskega središča pa dva kilometra. Kraj je povezan z rednimi avtobusnimi linijami z Bašljem, Preddvorom in Kranjem. Mimo kraja teče potok Belca. 

## Pomembnejši objekti
Na Srednji Beli sta dva pomembnejša objekta, in sicer cerkev svetega Egidija z ostanki srednjeveških zidov in poslikav ter hiša, v kateri je bil rojen jezikoslovec in zbiralec ljudskega slovstva Matija Valjavec - Kračmanov.